# Óvári Elemér

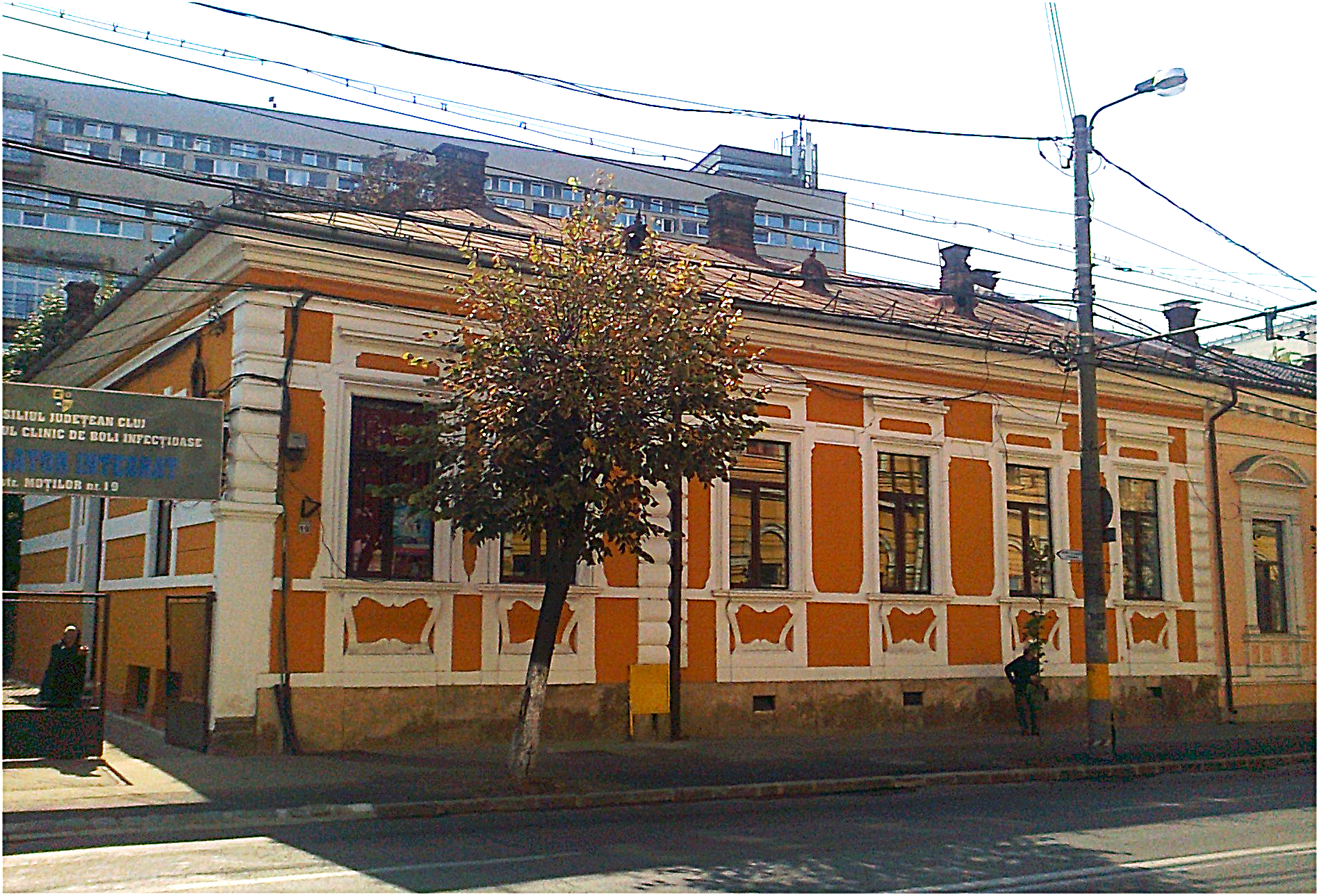
A híres Óvári-ház ma (egykor Monostori út 15 – ma Str. Moților 19)

Óvári Elemér (Kolozsvár, 1876. február 29. – Kolozsvár, 1944. október 11.) kolozsvári ügyvéd, Óvári Kelemen jogász fia, Óváry Zoltán orvos apja.

## Életpályája
Kolozsváron a piaristáknál érettségizett, egyetemi jogi tanulmányait a helybeli 
Ferenc József Tudományegyetemen végezte. Jogi és államtudományi doktorátus után ügyvédi vizsgát tett, majd 1904-től a kolozsvári ügyvédi kamara tagja lett. 1906-tól Kolozsvár főügyésze volt. 1906-ban megnősült, feleségül vette Purjesz Olgát (1881–1944), Purjesz Zsigmond leányát. Két gyerekük született: Zoltán (1907–2005), a későbbi amerikai orvos és Magda Éva (1908–?).
Óvári Elemér újságíróskodott is (a Kolozsvári Hírlap főszerkesztője volt). Lelkes támogatója, résztvevője volt minden kulturális, sport- és karitatív szervezkedésnek. Nagy mókamester hírében állt, a New York szálló kávézójában állandó asztaltársasága volt. 
Óváriék, főleg a feleség jóvoltából, valóságos irodalmi-művészeti szalont működtettek Monostori úti házukban, ahol nagyon sokan megfordultak, mint például: Ady Endre, Bartók Béla, Dohnányi Ernő, Kodály Zoltán, Móricz Zsigmond, Kuncz Aladár, Hunyady Sándor, Wass Albert, Pablo Casals, Valdemar Psilander dán filmszínész, de tudósok is, mint  Fejér Lipót és Haar Alfréd.
Óvári Elemér 1915-ben önkéntes katonaként bevonult, az olasz frontra került, de 1916-ban betegsége miatt felmentették. Városi főügyészi tisztségét a román hadsereg Kolozsvárra való bevonulásakor vesztette el. Ezután beállt asztalosinasnak Hevesi József műbútorasztalos Fadrusz utcai műhelyébe  mindaddig, amíg újrakezdhette ügyvédi praxisát.
A két világháború között igen fontos szerepet játszott az erdélyi magyar kisebbség megmaradásáért folytatott küzdelemben. A magyar tankönyveket is kiadó Minerva Irodalmi és Nyomdai Műintézet Rt. igazgatósági elnöke is volt. A második bécsi döntés után  újra városi főügyészként tevékenykedett 1941-es nyugdíjazásáig.
1944. október 11-én, amikor a szovjet csapatok elfoglalták Kolozsvárt, Óvári Elemért, feleségét, a náluk tartózkodó rokonokat és vendégeket, máig tisztázatlan körülmények között, ismeretlenek lemészárolták Monostori úti lakásukban.